# Ideal principal
En matemáticas,  particularmente dentro de la teoría de anillos, un ideal principal es un ideal generado por un único elemento.
| Si R es un anillo conmutativo y a es un elemento de R, el ideal principal generado por a es el conjunto {\displaystyle (a)=\{ra:r\in R\}}. |

Al ideal {\displaystyle (a)} también se le suele denotar como {\displaystyle Ra}.
La verificación de que dicho conjunto es un ideal procede como sigue:
- Si {\displaystyle ra}, {\displaystyle sa} son dos elementos de {\displaystyle (a)}, entonces {\displaystyle ra+sa} también lo es puesto que {\displaystyle ra+sa=(r+s)a}.
- Si {\displaystyle ra} es un elemento de {\displaystyle (a)} y {\displaystyle s} es un elemento arbitrario del anillo,  {\displaystyle s(ra)=(rs)a} y por tanto {\displaystyle s(ra)} también pertenece a {\displaystyle (a)}.
- El elemento cero pertenece al conjunto {\displaystyle (a)} puesto que {\displaystyle 0=0a}.

Cuando el anillo no es conmutativo, es necesario hacer diferencias entre ideales izquierdos y derechos.
| Si {\displaystyle R} es un anillo y {\displaystyle a} es un elemento de {\displaystyle R}, el ideal principal izquierdo generado por {\displaystyle a} es el conjunto {\displaystyle Ra=\{ra:r\in R\}}, mientras que el ideal principal derecho generado por {\displaystyle a} es el conjunto {\displaystyle aR=\{ar:r\in R\}}. |

En el caso de anillos conmutativos, los conceptos de ideal izquierdo y derecho son equivalentes.

## Ejemplos
Considérese el anillo R. Entonces el conjunto de todos los múltiplos de 3 es el ideal principal generado por 3, puesto que un entero n es múltiplo de 3 precisamente cuando existe un número entero k tal que {\displaystyle n=k\cdot 3}.
Un ideal no tiene por qué ser siempre principal. Por ejemplo, sea {\displaystyle \mathrm {A} =\mathbb {Z} ^{2}} un anillo commutativo, entonces {\displaystyle \mathrm {I} _{1}=2\mathbb {Z} \times \left\{0\right\}} e {\displaystyle \mathrm {I} _{2}=\left\{0\right\}\times 2\mathbb {Z} } son ideales principales de {\displaystyle \mathrm {A} }. Ahora bien, {\displaystyle \mathrm {I} =\mathrm {I} _{1}+\mathrm {I} _{2}} también es un ideal, aunque este no es principal.
Definición
El anillo íntegro K, cuyos ideales son todos principales se llama anillo de ideales principales. Todo anillo euclídeo es un anillo de ideales principales.